# Karl Marx
Karl Heinrich Marx, dříve uváděn také jako Karel Marx (5. května 1818 Trevír – 14. března 1883 Londýn) byl německý filosof, politický publicista, kritik klasické ekonomie, teoretik dělnického hnutí, socialismu a komunismu. Mezi jeho nejznámější díla patří Ekonomicko-filozofické rukopisy z roku 1844, Komunistický manifest a nedokončený Kapitál.
Společně s Friedrichem Engelsem rozpracoval vlastní materialistické pojetí dějin, založené na ekonomických zákonitostech. Ve společnosti je podle nich přítomen konflikt mezi ovládanými a vládnoucími, který bude odstraněn zrušením soukromého vlastnictví výrobních prostředků a nastolením beztřídní, komunistické společnosti.
Jeho filosofický i politický vliv byl obrovský a z jeho myšlenek vyšla celá řada směrů v levé části politického spektra, a to jak oficiální ideologie socialistických států (marxismus-leninismus), tak nejrůznější variace neortodoxního marxismu, například frankfurtská škola.

## Život

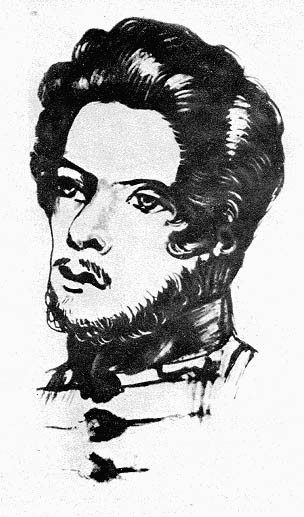
Marx v době studentských let

### Mládí
Narodil se jako třetí dítě do původně židovské rabínské rodiny v tehdy pruském Trevíru v Porýní. Z českého hlediska je zajímavé, že jeho předkové pocházeli z Postoloprt. Markus či Mordechai Marx se narodil asi v roce 1746. Opustil Postoloprty před rokem 1777. Toho roku se mu ve městě Saarlouis v Sársku narodil syn Heschel, později známý jako Heschel Mordechai Marx, otec Karla Marxe.  Heschel Marx však těsně před Karlovým narozením (1816/17) konvertoval ke státnímu luteránství, aby mohl nadále vykonávat práci advokáta. Roku 1824 pak byly pokřtěny také jeho děti.
V Trevíru Karel Marx navštěvoval gymnázium, kde se seznámil se svým budoucím švagrem Edgarem von Westphalen. Roku 1836 se zasnoubil s jeho sestrou Jenny von Westphalen (1814–1881), s níž poté strávil celý život. Coby student se naučil skvěle francouzsky a podnikl několik literárních pokusů, které však záhy zavrhl. V té době již studoval práva v Bonnu (1835) a poté v Berlíně (1836), kde se zapojil do bouřlivých diskusí nad myšlenkovým odkazem nedávno zemřelého Hegela a přiklonil se k reformistům, tzv. mladohegelovcům (viz níže); poslouchal Bruna Bauera a Ludwiga Feuerbacha. Roku 1841 pak in absentia promoval na univerzitě v Jeně prací na téma rozdílu Démokritovy a Epikúrovy přírodní filosofie.
V roce 1842 začaly v Kolíně nad Rýnem vycházet liberálně zaměřené noviny Rheinische Zeitung; brzy si osvojil břitký styl, proto se stal jedním z hlavních redakčních spolupracovníků a posléze i šéfredaktorem tohoto listu, radikálně opozičního vůči pruské politice. To ovšem vedlo k cenzurním zásahům státní moci a po roce k úplnému zákazu novin. Téhož roku se poprvé setkal se svým pozdějším spolupracovníkem Friedrichem Engelsem.

### V Paříži a Bruselu

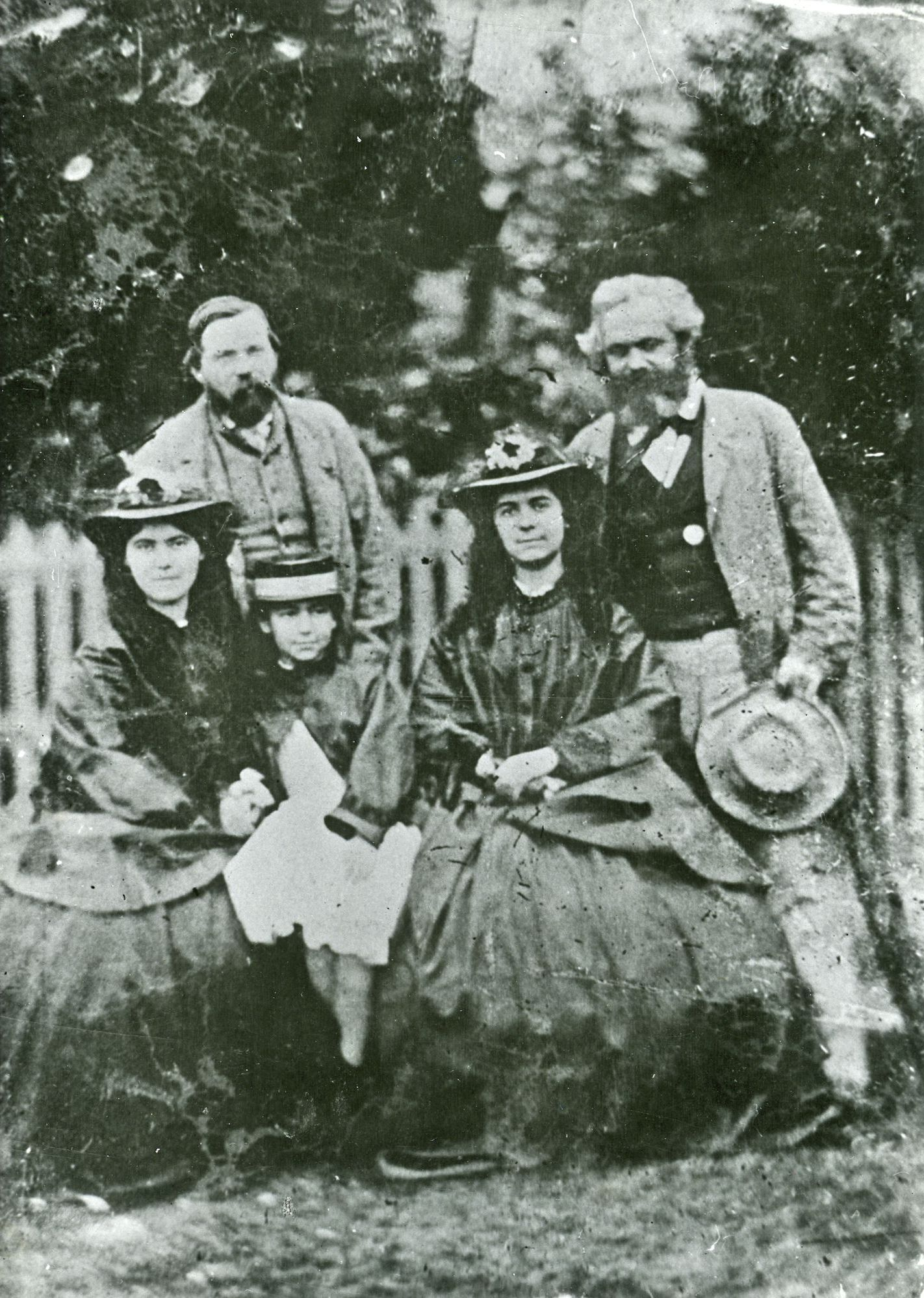
Karl Marx a Friedrich Engels, vpředu Marxovy dcery Jenny Caroline, Jenny Laura a Jenny Julia Eleanor

V roce 1843 se v Bad Kreuznachu oženil se svou snoubenkou. Z jejich sedmi dětí přežily jen tři dcery: Jenny, Laura a Eleanor. Téhož roku s rodinou odjel do Paříže, aby zde společně s Arnoldem Rugem vydával Německo-francouzskou ročenku. V Paříži se seznámil s německým básníkem Heinrichem Heinem, s nímž vedl během pařížského období rozsáhlé politické diskuse. Z Ročenky však vyšlo pouze jedno číslo, a to kvůli neshodám jak s Rugem, tak s francouzskými socialisty: v polemice s nimi se začal zabývat ekonomií a směřoval ke komunistickým pozicím. Tento posun je patrný v Ekonomicko-politických rukopisech z roku 1844, jež zavádějí pojem „odcizené práce“.
Rukopisy však nedokončil; poté, co jej navštívil Engels, uzavřeli oba muži přátelství, vedli obsáhlou korespondenci a společně sepsali několik prací, polemizujících s mladohegeliány. Během pařížského období byl tedy v základech formulován historický materialismus. Engels zároveň Marxe všemožně podporoval: posílal mu kapesné, dělal si starosti s jeho zdravotním stavem, nabádal jej k systematičtější práci apod. Engels sepsal i mnoho novinových článků, které vyšly pod Marxovým jménem.
Počátkem roku 1845 musel Marx přesídlit do Bruselu, kam jej následoval Engels. V létě téhož roku společně podnikli studijní cestu do Anglie, kde navázali kontakt s tamním hnutím chartistů. Marx byl i po návratu do Belgie pronásledován pruskými úřady, a tak se raději vzdal pruského občanství. V Bruselu společně s Engelsem založil Komunistický korespondenční výbor, jehož cílem bylo zastřešení různých skupin účastnících se tehdy již mezinárodního dělnického hnutí.
Roku 1847 vstoupil do Svazu spravedlivých, jejž založil raný socialista Wilhelm Weitling. Organizace byla poté na sjezdu v Londýně přejmenována na Svaz komunistů a začala připravovat komunistický politický manifest. Ten byl zveřejněn v revolučním roce 1848 jakožto Manifest komunistické strany. V roce 1850, kdy chtěli s Engelsem proti stanovám zřídit pobočku v Kolíně nad Rýnem, byli však z pololegálního svazu vyloučeni.
Politické otřesy roku 1848 znamenaly pro Marxe vyhoštění z Belgie. Na pozvání prozatímní francouzské vlády přesídlil v únoru do Paříže a v březnu, kdy vypukla revoluce i v Německu, se vydal do Kolína, doufaje v revoluci socialistickou; k té se snažil přispět vydáváním radikálního listu Neue Rheinische Zeitung. V květnu 1849 však pruská reakční vláda redakci rozpustila a jeho vykázala ze země.
V letech 1844 až 1848 si Marx žil velmi dobře, v Paříži utrácel šestinásobek tehdejšího průměrného platu. Roku 1844 na něj přátelé z Německa vybrali 1000 tolarů, což odpovídalo např. tříletému příjmu slezského tkalce. Krátce poté obdržel Marx ještě 800 tolarů a roční plat 1800 tolarů za práci na novinách Vorwärts. Dále dostal 4000 franků od „Kolínského kruhu“, který financoval krátkou existenci novin Rheinische Zeitung. V prosinci 1844 mu bylo vyplaceno 1000 franků za vydání Svaté rodiny, v březnu 1848 zdědil po otci 6000 franků. Z těchto peněz měl údajně věnovat 5000 franků na zakoupení zbraní pro belgické pracující, o čemž se však nedochoval žádný doklad. Engels mu také přenechal honorář za svou knihu Podmínky pracující třídy. Finanční potíže začal Marx mít až po roce 1848. Marx se stal také na čas placeným informátorem rakouské policie.

### Londýnský exil

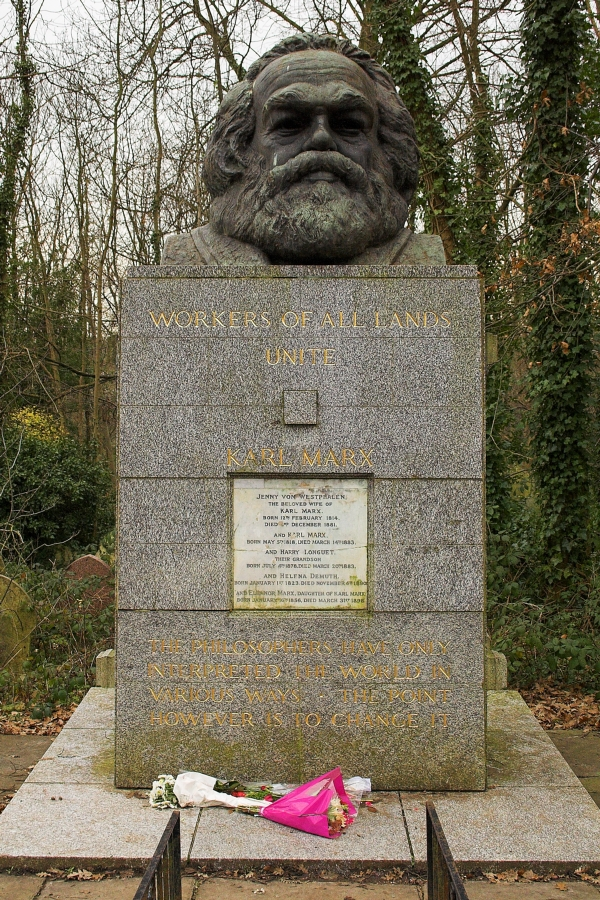
Kenotaf Karla Marxe ve východní části hřbitova Highgate Cemetery v Londýně. Pomník s nápisem Workers of all lands, unite! (Proletáři všech zemí, spojte se!) a citátem 11. Teze o Feuerbachovi nechala zřídit CPGB roku 1954.

Společně s rodinou se nejprve uchýlil zpět do Paříže, nicméně již po měsíci, kdy jim hrozila deportace do odlehlé Bretaně, Francii opustili a usídlili se v Londýně. Brzy sem za nimi přesídlil také Engels, díky jehož podpoře zde přežívali. Společně se pustili do další publikační činnosti a mezinárodní agitace pro komunistické hnutí. Marxova hmotná situace se zlepšila v roce 1852, kdy se stal londýnským korespondentem New York Tribune, kam zasílal rozsáhlé kritické politicko-ekonomické analýzy poměrů v evropských mocnostech. Spolupráci však přerušila americká občanská válka.
Roku 1851 se Marxovi pravděpodobně narodil nemanželský syn, Frederick Lewis Demuth (1851–1929), jeho matkou byla Marxova služka Helene Demuthová. Marx nebyl ochoten syna uznat za svého, k jeho otcovství se zcela jistě lživě přihlásil Friedrich Engels, a Frederick byl poslán do dělnického sirotčince. Celkem by tak měl Marx osm dětí, z nichž čtyři se dožily dospělosti.
Původně Marxovi bydleli v bytě Chelsey, odkud byli pro neplacení nájemného v květnu roku 1850 vystěhováni. Poté bydleli dočasně v Dean Street v Soho, odkud se přestěhovali jen o kousek dále do trvalejšího příbytku. Byt byl pouze dvoupokojový.
V Londýně vznikala jeho hlavní ekonomická díla: v roce 1859 vyšla Kritika politické ekonomie, která však nevzbudila očekávaný ohlas. Nespokojený oznámil, že hodlá vydat další, podrobnější díly, které mu s dalším studiem pod rukama dále narůstaly. Takto se postupně a nesystematicky rodilo jeho hlavní dílo, Kapitál. Jeho první díl dokončoval sužován různými chorobami a teprve roku 1867 byl předán do tisku a vydán.
V době práce na Kapitálu se také aktivně zapojoval do dělnického hnutí: v roce 1864 stál u zrodu První internacionály a do roku 1872 v ní zastával vedoucí funkci; formuloval její stanovy a zakládající program. Později byla ale rozpuštěna kvůli neshodám mezi komunisty, proudhonovskými a jinými anarchisty a dalšími skupinami. Když roku 1863 socialista Ferdinand Lassalle založil v Prusku svaz Allgemeiner Deutscher Arbeitverein, Marx se odmítl připojit, neboť neuznával jeho národní orientaci; roku 1869 však spolupracoval s Wilhelmem Liebknechtem, zakladatelem Sociálně-demokratické dělnické strany, která se roku 1875 spojila s lasalleovskou stranou v dodnes fungující stranu SPD. Její program on sám kritizoval ještě téhož roku ve své předposlední samostatné práci s názvem Kritika Gothajského programu.
V dělnickém hnutí se angažovaly také jeho dcery se svými manželi: Eleanor a Jenny ve Francii, Laura v Británii.
Mezitím se však postupně zhoršoval jeho zdravotní stav; oslabila jej především vleklá kožní choroba. Roku 1881 zemřela jeho manželka Jenny, o dva roky později jejich dcera Jenny Longuetová. Poslední léta života věnoval práci na II. a III. dílu Kapitálu; když Marx v roce 1883 coby čtyřiašedesátiletý vdovec zemřel, našel Engels v jeho pozůstalosti obrovské neuspořádané svazky poznámek a náčrtů, které mnohdy nebyl s to rozluštit ani on sám. Po chudém pohřbu, na němž pronesl řeč Engels, byl Karl Marx pochován na londýnském hřbitově Highgate.

### Chudoba a zlepšení finanční situace během londýnského exilu
V roce 1861 se stala Marxova finanční situace velmi špatnou, a to vlivem dopadů občanské války v USA, a následného embarga na vývoz bavlny na anglický trh ze strany Jihu. To postihlo průmysl a dělníky a Engels nebyl schopen po tři roky poslat Marxovi mnoho peněz. Marx také přišel o zdroj příjmů za své sloupky v novinách Tribune. Marx, který se zatím občas živil jen občasnou novinářskou prací, si začal hledat práci, avšak neúspěšně. Roku 1864 však Marx získal značné jmění. Dostal dědictví po své matce, peníze od Engelse a dědictví po Wilhelmu Wolffovi. (Už o rok později byl na mizině.) Z matčina jmění se Marx dočkal méně než 100 liber a po Wolffovi zdědil 824 liber. S penězi od Engelse měl příjmy téměř 1000 liber. Marxův příjem roku 1864 byl ekvivalentem 20 tehdejších dělnických mezd.
Nicméně od této doby se situace Marxe i jeho rodiny zlepšovala. Již roku 1864 se přestěhovali do nového domu na Maitland Park Road. Roku 1875 se přestěhovali do jiného domu, který však za druhé světové války zanikl. Od roku 1864 také Marxova žena Jeny pořádala plesy. V roce 1869 zařídil Engels Marxovi penzi ve výši 350 liber za rok a splatil jeho dluhy. To umožnilo Marxovi žít pohodlně s příjmem, který ho řadil mezi nejbohatší 2 % britské populace.

## Myšlení a dílo
Šlo o plodného autora a jeho myšlení prošlo poměrně složitým vývojem. Mnohé jeho spisy vyšly teprve posmrtně; s jejich zpřístupněním se ukázaly rozdíly mezi mladým Marxem (cca do roku 1848, kdy byl poprvé vydán Komunistický manifest) a zralým Marxem, autorem Kapitálu, kdy těžiště jeho zájmu leželo v ekonomii.
Centrálním konceptem jeho filosofie je jeho postupně formulované pojetí dějin, Engelsem později označované jako historický materialismus, pozdějšími marxisty také jako dialektický materialismus (Marx sám tato označení nepoužíval). Ten je založen na Hegelově dialektice, tedy nahlížení vývoje jako stálého konfliktu tezí a antitezí, který ústí v syntezi, jež vývoj posouvá o krok dále. Jde tedy o princip věčného konfliktu. Za základní vlastnost společenského řádu označil konflikt různých společenských tříd:
| „                             | Dějiny všech dosavadních společností jsou dějinami třídních bojů. — Svobodný a otrok, patricij a plebejec, baron a nevolník, cechovní mistr a tovaryš, vedli nepřetržitý boj, tu skrytý, tu otevřený, boj, který pokaždé skončil revolučním přetvořením celé společnosti nebo společným zánikem bojujících tříd. | “ |
| — Komunistický manifest, 1—2. | |   |

Posledním stupněm třídního boje je pak podle něj soudobý konflikt proletariátu a buržoazie. Podle něj je jediným a nevyhnutelným rozuzlením tohoto věčného konfliktu beztřídní, komunistická společnost. Sociální spravedlnosti má být dosaženo odstraněním příčiny třídního boje, tedy zrušením soukromého vlastnictví výrobních prostředků, a to i za cenu násilí.
Jeho filosofie je do určité míry scientistická: on sám byl přesvědčen, že s konečnou platností odhalil historicko-společenské zákonitosti vývoje – proto bývá jeho nauka nazývána „vědecký socialismus“, proto ho Engels v pohřební řeči přirovnal k Darwinovi. Na druhou stranu však nevypracoval žádnou ucelenější koncepci sociálního systému, který by měl nastat po konci kapitalismu.
Jeho myšlení bývá považováno za syntézu tří směrů evropského myšlení, na něž navazoval: německé klasické filosofie, francouzského utopického socialismu (Charles Fourier) a anglické klasické ekonomie (zejména David Ricardo a J. S. Mill).
Marxovo tvůrčí období lze zhruba rozdělit na dvě části. Do roku 1867, kdy Marx publikoval (napsal) většinu svého díla, a po roce 1867, kdy byla publikována již jen Občanská válka ve Francii (1871) a Kritika Gothajského programu (1875). Podle Engelsovy informace v předmluvách k druhému a třetímu dílu Kapitálu byly rukopisy těchto dvou dílů sepsány v letech 1864 až 1867. Po roce 1867 se Marx věnoval například přírodovědě, chemii, matematice (sepsal několik matematických pojednání) atp.

### „Mladý Marx“
Intelektuální prostředí, v němž psal své rané spisy, bylo hluboce ovlivněno myšlením G. W. F. Hegela († 1831). Jeho následovníci se záhy rozštěpili na konzervativní, „pravé“ hegeliány a na tzv. mladohegelovce, jejichž zaměření vyústilo do panteismu a posléze ateismu; k mladohegelovcům, jejichž nejvýznamnější postavou byl Ludwig Feuerbach, se zpočátku řadil také on sám a společně s ním i Friedrich Engels. Ti chtěli – jeho vlastními slovy – „postavit hegelovskou dialektiku z hlavy na nohy“. Jeho spisy tohoto období jsou zpravidla polemikami s jeho současníky.

#### K židovské otázce (1843)
Krátký spis, který vyšel v jeho Německo-francouzské ročence v Paříži roku 1844, kritizuje dvě studie Bruna Bauera, které se věnují možnosti politické emancipace Židů v Prusku a prosazují sekulární stát. Podle něj nestačí emancipace politická, v níž náboženství není překážkou (podobně jako např. ve Spojených státech), nýbrž hovoří také o „lidské emancipaci“ a svobodě, přičemž ta je dle něj ale možná jen v nenáboženské (v jeho případě socialistické) společnosti, kdežto sekulární stát náboženství nepopírá, nýbrž předpokládá. On sám, ač narozený do původně židovské rodiny, měl k židovství komplikovaný vztah; někteří komentátoři (např. Šlomo Avineri) spatřují ve spisku antisemitské názory.

#### Ke kritice Hegelovy filozofie práva (1843–44)
V tomto raném spise kritizuje Hegelův spis Základy filosofie práva z roku 1821. Hegelův dialektický systém považuje za zcela abstraktní. V úvodu, napsaném v lednu 1844, pak zaútočil na náboženství, které považuje za lidskou iluzi: „Náboženství je vzdychání utlačovaného tvora, srdce nelítostného světa, duch bezduché situace. Je to opium lidstva. Pravé štěstí lidu vyžaduje odstranění náboženství jako iluzorního štěstí.“

#### Ekonomicko-filosofické rukopisy z roku 1844
V těchto rukopisech, které byly zveřejněny teprve roku 1932 a následně získaly mezi marxisty velký vliv, se poprvé vyjádřil k národní ekonomii. Ta podle něj předpokládá soukromé vlastnictví, Marx je však nijak nevysvětluje. Jádrem spisu je kapitola Odcizená práce, kde přebírá hegelovskou dialektiku a pojem odcizení. Tím, že dělník nepracuje pro sebe, ale pro kapitalistu, je produkt jeho práce čímsi cizím, odcizeným, neboli „zvnějšněným“. Z toho jsou pak odvozeny čtyři stupně odcizení, které znemožňují dělníkovi důstojný život:
1. odcizení od produktu vlastní práce,
2. odcizení od výrobní činnosti samé (a tedy od sebe sama),
3. odcizení od rodové podstaty člověka,
4. odcizení od druhých jednotlivců.

#### Svatá rodina (1844)
Dílo s podtitulem Kritika kritické kritiky je jeho prvním dílem vytvořeným společně s Engelsem. Polemicky se v něm obracejí zejména proti „pravému“ mladohegelovci a svému někdejšímu učiteli Brunovi Bauerovi. V tomto spise se Marx dosud hlásí k Feuerbachovi, kterého však již o rok později bude tvrdě kritizovat.

#### Německá ideologie (1845)
V Německé ideologii, na níž se podílel také Engels a která vyšla až posmrtně (Moskva a Lipsko 1932), je satiricky kritizován především Max Stirner s dalšími mladohegelovci. Zároveň zde bylo poprvé uceleně představeno Marxovo materialistické pojetí dějin. Lidské vědomí je zde určováno životními podmínkami jednotlivých epoch, nikoli naopak. V každé epoše dochází ke střetu dvou společenských tříd, vládnoucí a utlačované. Vládnoucí třída, která má v rukou materiální produkci, má tím pádem podle materialismu monopol i na duchovní produkci; tak může vydávat své myšlení za jediné platné a legitimizovat jím svou nadvládu; to on sám nazýval ideologií, kterou je možno rozkrýt pouze kritikou.

#### Teze o Feuerbachovi (1845)

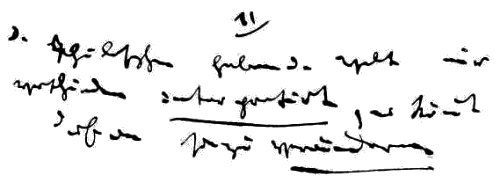
Jedenáctá teze o Feuerbachovi. Originální Marxův rukopis.

Teze o Feuerbachovi (poprvé publikovány Engelsem ve spise L. Feuerbach a vyústění klasické německé filosofie, 1888) jsou souborem jedenácti krátkých poznámek, v nichž kritizuje Ludwiga Feuerbacha a mladohegelovce vůbec. Sice oceňuje Feuerbachův materialismus; ten však nesmí být jen „nazíravý“, musí se projevovat v praxi. Poslední, jedenáctá teze představuje jeden z nejznámějších filosofických citátů vůbec:
| „                          | Filosofové svět jen různě vykládali, jde však o to jej změnit. | “ |
| — Teze o Feuerbachovi, 11. |                                                                |   |

#### Bída filosofie (1847)
Název představuje narážku na dílo s podtitulem Filosofie bídy (Système des contradictions économiques ou Philosophie de la misère, 1846), jehož autorem byl francouzský mutualista Pierre-Joseph Proudhon. On sám kritizuje jeho vizi socialismu za přílišné protežování buržoazie. Psáno francouzsky.

### „Zralý Marx“

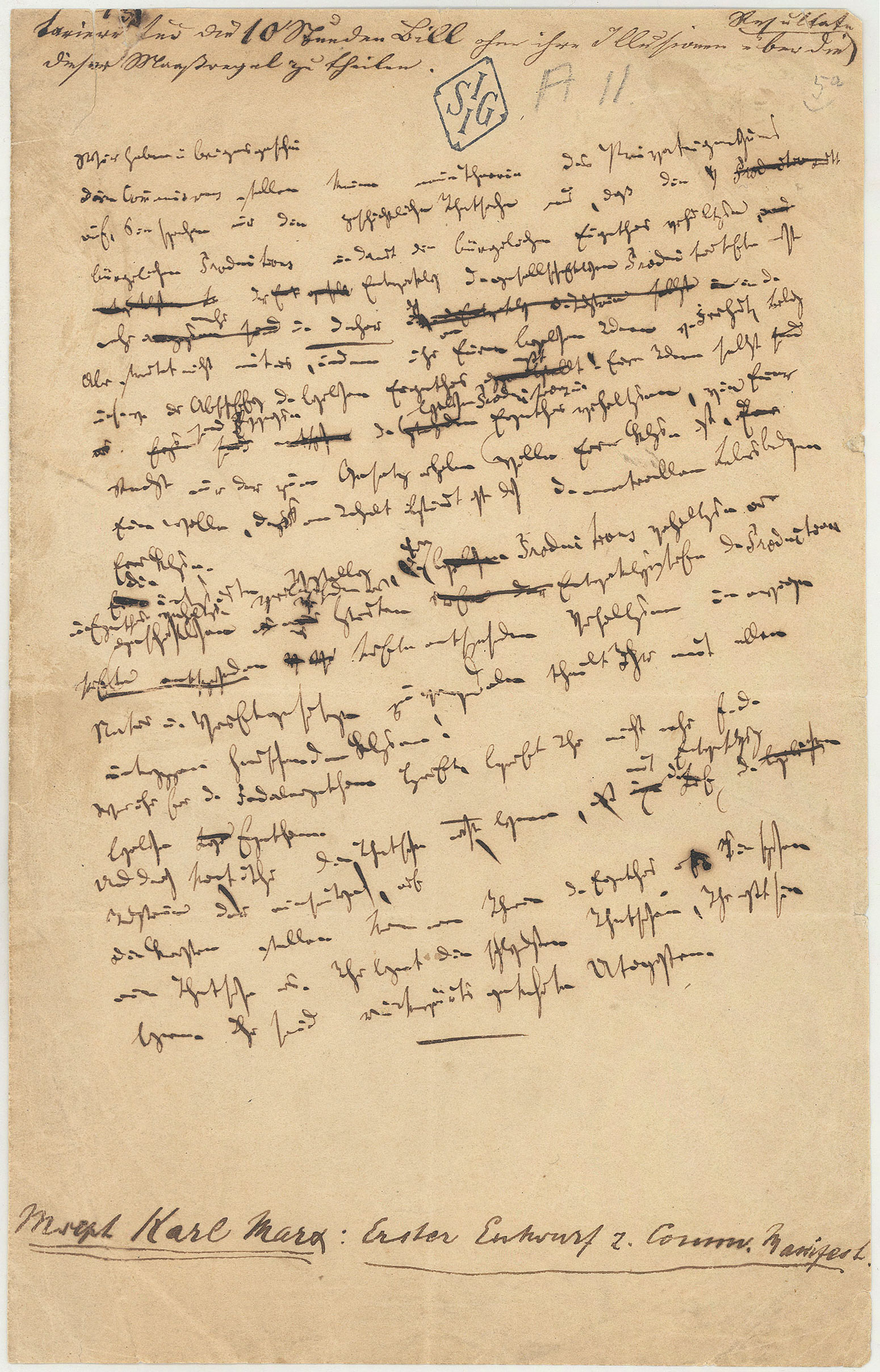
Rukopis Manifestu komunistické strany

Po vydání Komunistického manifestu (1848) se Marx vrací k národohospodářským otázkám. V Kritice politické ekonomie je vztah kultury a ekonomiky vysvětlován pojmy základna a nadstavba. Nadstavba, tedy kultura a instituce, je určována ekonomickými faktory. Rané Marxovy práce uznávají možnost zpětného (dialektického) ovlivnění základny nadstavbou, zatímco pozdější práce se blíží stanovisku jednosměrného vlivu základny na nadstavbu. Umění a kultura jsou pak jen odrazem sociálně-ekonomických vztahů dané epochy.

#### Komunistický manifest (1848)
Manifest Komunistické strany byl sepsán s F. Engelsem a zveřejněn 21. února revolučního roku 1848 na sjezdu Svazu komunistů v Londýně. Manifest ve zhuštěné podobě podává nauku o třídním boji a končí vyzváním: „Proletáři všech zemí, spojte se!“

#### 18. brumaire Ludvíka Bonaparta (1852)
Spis, jenž byl poprvé publikován v americkém německojazyčném časopise Die Revolution, analyzuje francouzský státní převrat v roce 1851, z nějž vyšel Napoleon III. coby diktátor. Název spisu odkazuje na podobnou událost z 9. listopadu 1799 (podle tehdejšího republikánského kalendáře 18. brumaire), kdy se Napoleon I. po svržení direktoria stal prvním konzulem. Tuto událost Marx interpretuje z hlediska boje společenských tříd, provádí analýzu francouzské společnosti a vykládá své pojetí vztahu společnosti a dějin: „Lidé dělají své dějiny sami, ale nedělají je tak, jak jim napadne, za okolností, které si sami zvolili, nýbrž za okolností, které tu bezprostředně nacházejí.“

#### Základy kritiky politické ekonomie (1857–1858)
Jeho velmi rozsáhlý, nesystematický a útržkovitý rukopis, známý také pod kratším označením Die Grundrisse („Základy“), byl vydán teprve roku 1938 v Moskvě. Tvoří jakýsi most mezi Ekonomicko-filozofickými rukopisy a Kapitálem, jejž připravoval. Velká část spisu se zabývá tzv. předkapitalistickými ekonomickými formami. Dále se zde Marx pouští do rozboru nadhodnoty, pracovní síly, produkce, distribuce, směny, spotřeby a dalších ekonomických témat.

#### Ke kritice politické ekonomie (1859)
Také tento spis vznikl přípravou Kapitálu, dočkal se však vydání již v roce 1859. Zkoumá a kritizuje se zde systém buržoazní ekonomie (kapitalismus); rozlišuje se užitná hodnota a směnná hodnota zboží a připravuje se teorie nadhodnoty, přepracovaná v Kapitálu.

#### Kapitál (1867–1883)

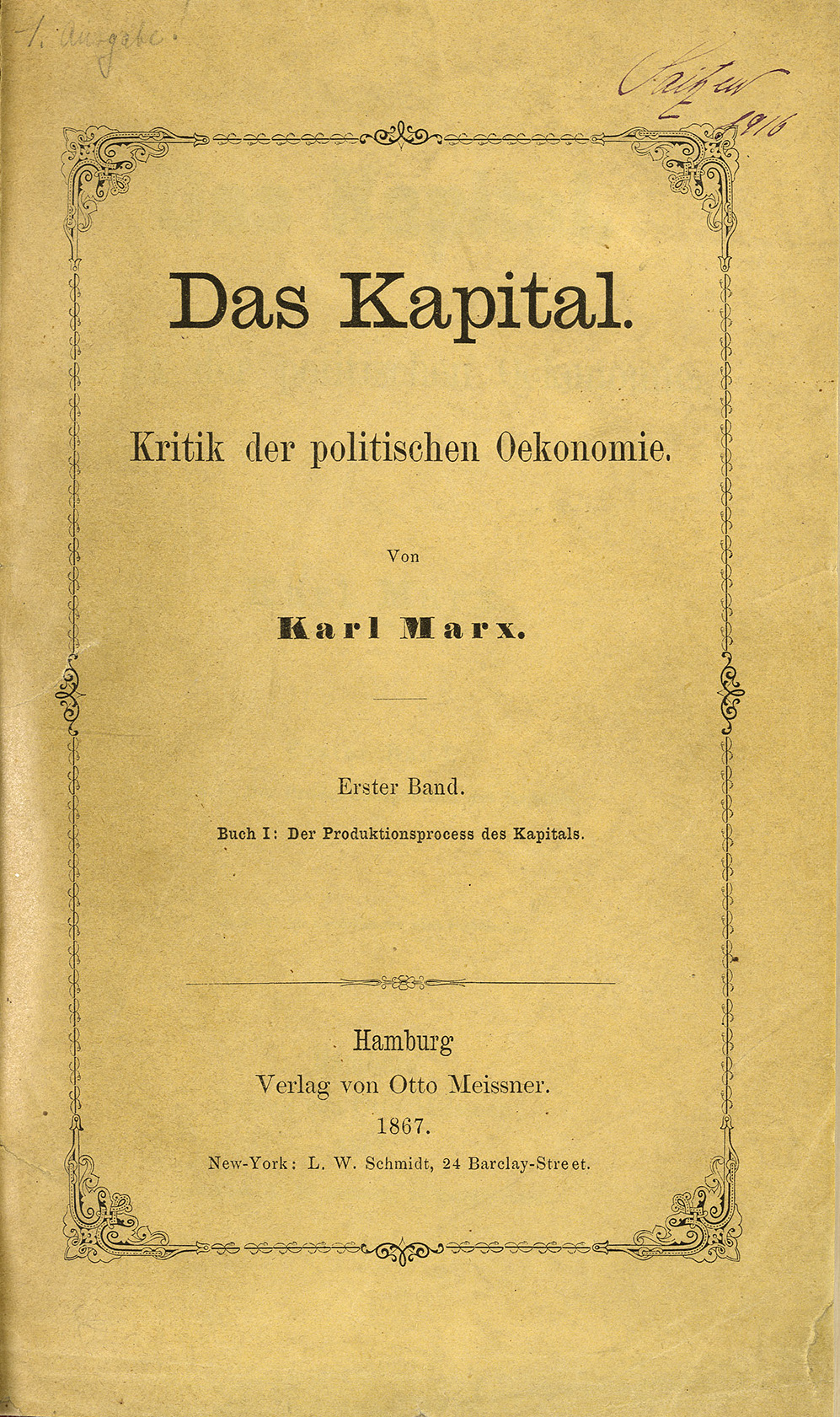
Titulní strana prvního vydání Kapitálu z roku 1867

Desítky let věnoval svému hlavnímu dílu, Kapitálu (s podtitulem Kritika politické ekonomie), z jehož tří (resp. čtyř) dílů vyšel za jeho života pouze jeden. Druhý a třetí díl byl vydán z jeho pozůstalosti Friedrichem Engelsem. Takzvaný čtvrtý díl – kritické poznámky k různým teoriím nadhodnoty – vydal až počátkem 20. století Karl Kautsky. Rakouský ekonom Ludwig von Mises ve svém díle Lidské jednání uvedl, že nedokončení Kapitálu nebylo způsobeno nemocí, nýbrž neschopností jeho autora vyřešit problémy svého teoretického systému.
- Díl 1. Výrobní proces kapitálu (Band 1: Der Produktionsprozess des Kapitals). Hamburk 1867.
- Díl 2. Proces oběhu kapitálu (Band 2: Der Zirkulationsprozess des Kapitals). Vydal F. Engels, Hamburk 1885.
- Díl 3. Celkový proces kapitalistické výroby (Band 3: Der Gesamtprozess der kapitalistischen Produktion). Vydal F. Engels, Hamburk 1894.

Obsahem knihy je analýza a kritika kapitalistické společnosti a zejména kapitalistického způsobu výroby a distribuce statků. První, nejstudovanější část Kapitálu obsahuje analýzy hodnoty zboží a peněžního oběhu; opět je probírána užitná hodnota a směnná hodnota, vztahy vzniku směnné hodnoty a pracovní doby dělníka, přeměna práce v peníze apod. Proto zde zavádí pojem „nadpráce“: dělník musí odpracovat určitou nutnou pracovní dobu, aby vznikla hodnota, z níž uživí sebe a rodinu; poté však musí pracovat dále, aby uživil také kapitalistu. Z této „nadpráce“ tedy vzniká nadhodnota, která je však dělníkovi odcizena, neboť si ji přivlastní kapitalista, a tím dělníka vykořisťuje. Věnuje se také problému přelidnění, dělby práce a strojové výroby, která vede k prodlužování pracovní doby, neboť stroj je nejefektivnější, běží-li stále.
Vlastnosti zboží jsou podle něj vysvětlitelné jedině ze vzájemných vztahů mezi výrobci, nikoliv ze zboží samého: zatímco si lidé myslí, že hodnota zboží – např. zlata – je objektivně danou vlastností předmětu, ve skutečnosti je závislá na sociálně-ekonomických vztazích. Buržoazní společnost, která připisuje zboží nevnímatelné vlastnosti a hodnoty a „uctívá“ je, se tak dopouští „zbožního fetišismu“, který je přirovnáván k uctívání svatých ostatků.
Druhý díl analyzuje druhou fázi kapitálu: po fázi produkce v prvním dílu se zaměřuje na různé formy oběhu kapitálu. Třetí díl se snaží vysvětlit přeměnu nadhodnoty v zisk a obsahuje mj. takzvaný „zákon tendence míry zisku klesat“; příčinu krizí kapitalismu tak Marx klade přímo do procesu výroby, nikoliv oběhu.
Kapitál byl marxismem-leninismem vykládán dogmaticky, tj. jako soustava neměnných zákonitostí, nicméně samotné dílo není systematické a má spíše charakter hledání; nebylo ostatně nikdy dokončeno a většina ho zůstala ve fragmentech. Více než poučky obsahuje hypotézy, nejrůznější odbočky, anekdotická vyprávění, příklady z praxe, citace novinových článků o různých tragédiích a otřesných podmínkách dělníků či o dětské práci, jedovaté výpady proti kapitalismu apod.; v nadsázce se někdy říká, že Kapitál lze číst jako strašidelný gotický román. Například v osmé kapitole prvního dílu Marx udává příklady porušování továrního zákona z roku 1833 (Factory Act of 1833), který omezoval pracovní dobu dětí v továrnách na max. 12 hodin denně.
| „                              | Začátkem června 1836 došla smírčím soudcům v Dewsbury (Yorkshire) udání, že majitelé 8 velkých továren nedaleko Batley přestupují tovární zákon. Část těchto pánů byla obviněna z toho, že nechali pracovat 5 chlapců ve věku od 12 do 15 let od 6 hodin ráno v pátek do 4 hodin odpoledne následující soboty, aniž jim dovolili oddech, kromě doby na jídlo a jedné hodiny spánku o půlnoci. A tyto děti musely pracovat nepřetržitě 30 hodin v "Shoddy hole", jak se říká díře, kde se trhají vlněné hadry a kde je vzduch tak prosycen prachem, chloupky z hadrů atd., že i dospělí dělníci si tu musí ustavičně ovazovat ústa kapesníkem, aby si chránili plíce! | “ |
| — Kapitál, I. díl, 8. kapitola | |   |

#### Kritika Gothajského programu (1875)
Spis, vydaný posmrtně roku 1891, kriticky reaguje na Gothajský program, který přijala právě vzniklá Sociálnědemokratická strana Německa. On sám se o programu vyjadřuje velice nepříznivě a považuje ho za příliš kompromisní, nevědecký, nedostatečně internacionální, „zavrženíhodný a pro stranu demoralizující“. Ve spise jsou patrné vznikající rozdíly mezi formující se sociální demokracií a klasickým marxismem. Marx zde také naznačuje dvě etapy revoluční proměny společnosti. Teprve až po první etapě vzrůstu produktivity bude všeho dostatek, ztratí soukromé vlastnictví smysl:
| „                                  | ...až s všestranným rozvojem jednotlivců vzrostou i výrobní síly a všechny zdroje sdruženého bohatství potečou plným proudem, společnost bude moci vepsat na svůj prapor: Každý podle svých možností, každému podle jeho potřeb. | “ |
| — Kritika Gothajského programu, I. | |   |

### Protislovanské postoje
Po určitou dobu bylo zaměření Marxe a stejně tak i Engelse značně proti-slovanské. Během revoluce v roce 1848, kdy slovanské národy v rakouské říši nepodpořily německou a maďarskou revoluci a londýnské Times opisovaly z pražského německého listu Bohemie, že povstání v Čechách „mělo za cíl vytvořit s ruskou pomocí českou říši“, Marx napsal ve svých Neue Rheinische Zeitung: „Teď víme, kde jsou nepřátelé revoluce – v Rusku a ve slovanských provinciích Rakouska… Nesmiřitelný boj, válka až do posledního dechu proti Slovanům, zrádcům revoluce, vyhlazení, terorismus! Ne v zájmu Německa, nýbrž v zájmu revoluce.“ V projevu z roku 1867 Marx odsoudil „panslavistickou propagandu“ šířenou z Ruska, a připomněl revoluční léta 1848-49, kdy podle Marxe bylo Maďarsko napadeno, Vídeň zničena a Itálie rozdrcena Slovany bojujícími pod vlajkami Jelačiće, Windischgrätze a Radeckého.
Marx a Engels byli velkými odpůrci carského Ruska, které považovali za kontrarevoluční hrozbu evropským revolucím, a poukazovali na ruskou pomoc při potlačení maďarské revoluce v roce 1849. Marx podporoval protiruská povstání v Polsku, protože věřil, že nezávislý polský stát může vytvořit nárazníkovou zónu mezi Ruskem a Evropou. Během projevu v Londýně 22. ledna 1867 veřejně prohlásil, že „Pro Evropu existuje pouze jediná alternativa. Buď asijský barbarismus z Moskvy exploduje kolem Evropy jako lavina, nebo musíme obnovit Polsko, postavit dvacet milionů hrdinů mezi nás a Asii a získat tak čas pro uskutečnění evropské sociální obrody.“ Rusko označil za zemi toužící po světovládě, která má civilizovanou vládu ovládající „barbarské masy“.

## Marxův odkaz a kritika
Marx v XIX. století byl nejgeniálnějším myslitelem. Není jednoho národohospodáře, který by se Marxem nezabýval. Sám jsem se od něho mnoho naučil. Jeho působení bylo ohromné. Marxism vynutil reformy. Sociální reformy jsou prací ideí Marxových. Na duchovní směry, politiku vlád, na vše měl marxismus vliv.
Tomáš Garrigue Masaryk, Velicí mužové

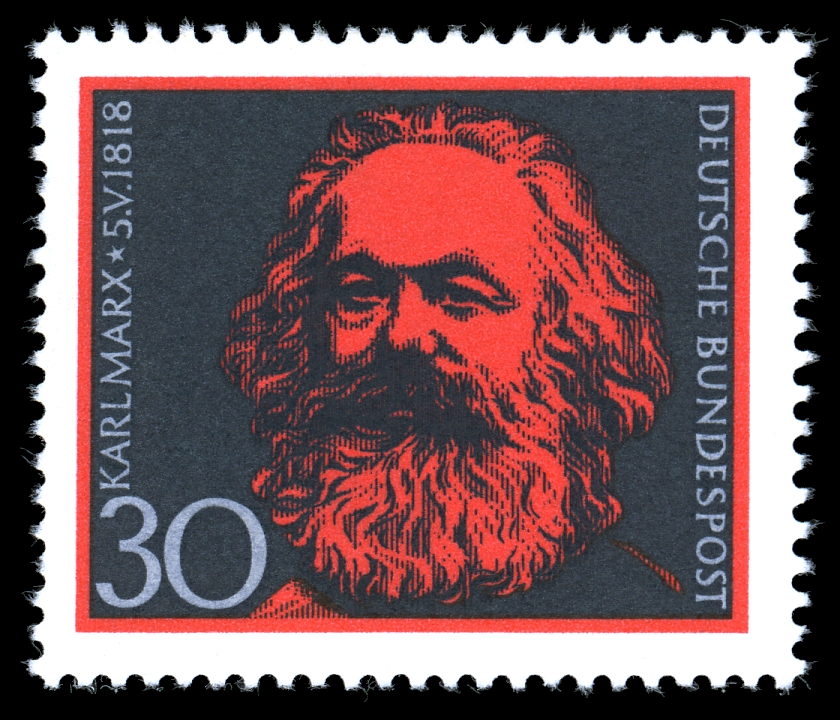
Západoněmecká poštovní známka

Jeho teorie byly pozdějšími marxisty interpretovány různě až protikladně: od nerevoluční, reformistické politiky sociální demokracie Karla Kautskyho přes dogmatické interpretace tzv. reálného socialismu někdejšího Sovětského svazu a jeho satelitů, čínského maoismu, až k nedogmatickým, sociálně kritickým teoretikům, jako byli Antonio Gramsci, György Lukács, myslitelé Frankfurtské školy nebo pozdější Nová levice. Myšlení mladého Marxe ovlivnilo také reformní socialisty v období tzv. pražského jara nebo podobně orientovanou jugoslávskou skupinu Praxis.

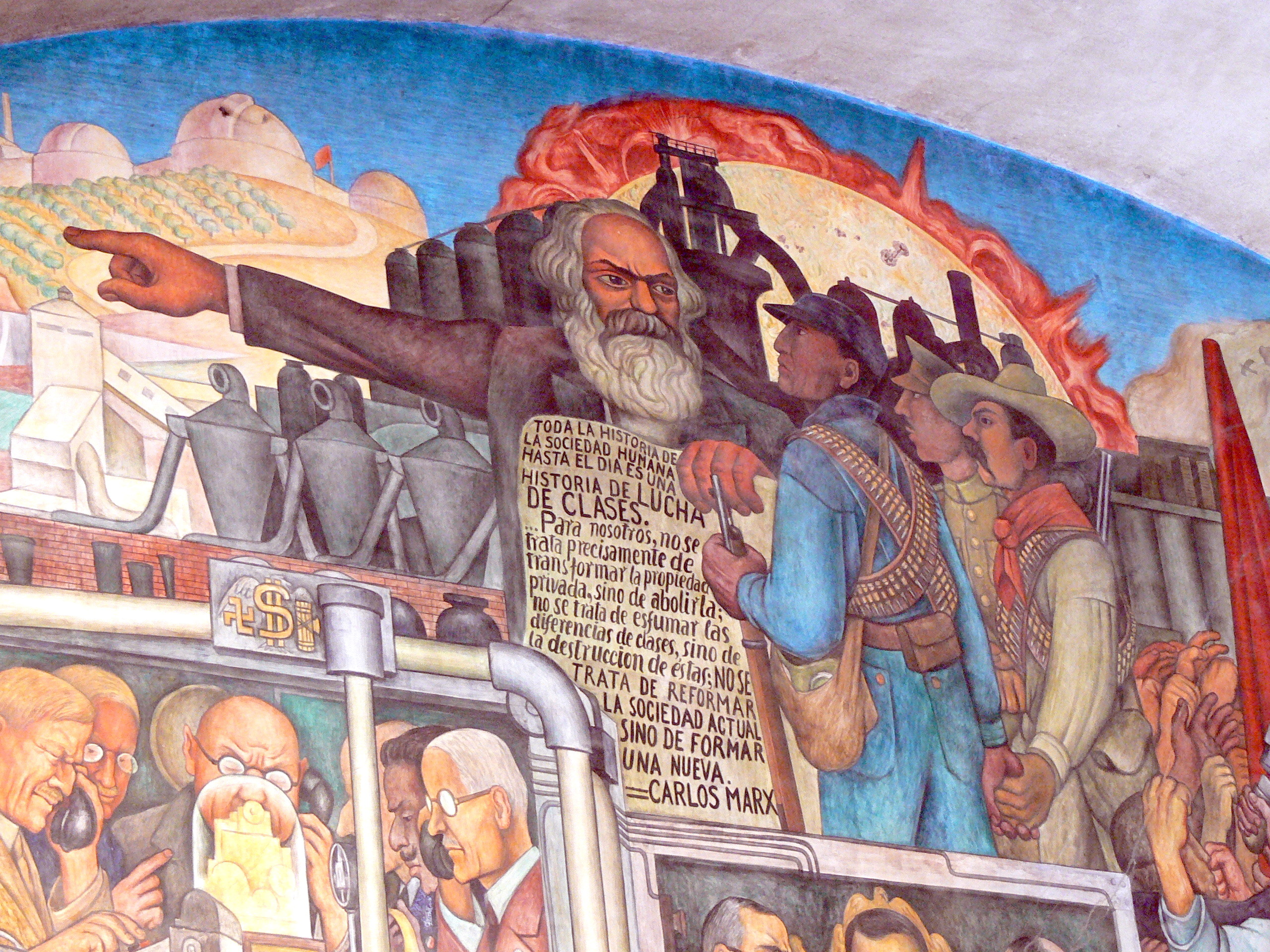
Marx na nástěnné malbě od Diega Rivery v Národním paláci v Mexico City

O jeho přetrvávajícím vlivu svědčí kromě teoretických diskusí také opětovný zájem o jeho spisy v době hospodářské krize, umístění na třetí příčce v soutěži o „největšího Němce“ v roce 2003 nebo popularita patrně nejznámějšího současného myslitele navazujícího na Marxe, Slovince Slavoje Žižeka.
Mezi jeho četné kritiky patřili představitelé křesťanství a dalších náboženství, která on sám obecně odmítal (jeho díla však nikdy nebyla katolickou církví zařazena mezi zakázané knihy). Ve druhé polovině 20. století se jeho analýzou kapitalismu inspirovala tzv. teologie osvobození.
Složitý a různorodý je vztah (nejen) liberálních myslitelů k Marxovi. Někteří oceňují jeho analýzy kapitalismu, stavějí se však proti vědeckému pojetí dějin. Filosof Karl Raimund Popper ve své Bídě historicismu nachází u Marxe fatalistické pojetí dějin: poté, co známe neměnné zákonitosti vývoje, není možné měnit společnost „proti nim“, a vzniká naopak „vědecké“ centrální plánování, které může přerůst do totalitarismu. Marxismus je podle něho „nejčistší, nejrozvinutější a nejnebezpečnější podobou historicismu“. Podobně bývá namítáno, že je-li podle něj zánik kapitalismu nevyhnutelný, zůstává organizovaná akce vykořisťovaných neopodstatněná. Pro Poppera již samotná dialektická metoda je pouhým zesíleným dogmatismem, jenž zůstává v očividném nesouladu s pravidly logiky. Popper odmítal marxistický ekonomismus, tj. pojímání člověka jako bytosti, jejíž činnosti a chápání světa jsou určeny ekonomickými zájmy, a také chápání celých dějin jako třídní zápas o ekonomickou nadvládu. Marxistická koncepce třídního boje je dle něj velmi podobná koncepci boje o rasovou nadvládu, kterou vyznávají rasistické doktríny. Díky používání indukční metody Popper pokládal marxismus buď za směs vědy a proroctví, nebo za pavědu, anebo také ničím neopodstatněné všeználkovství. Obdobně kriticky se stavěl i k psychoanalýze Sigmunda Freuda. Dle Poppera také existuje ideová příbuznost mezi marxismem a fašismem, nejsou však dle něj identické. Popper byl více kritičtější vůči fašismu než vůči marxismu.

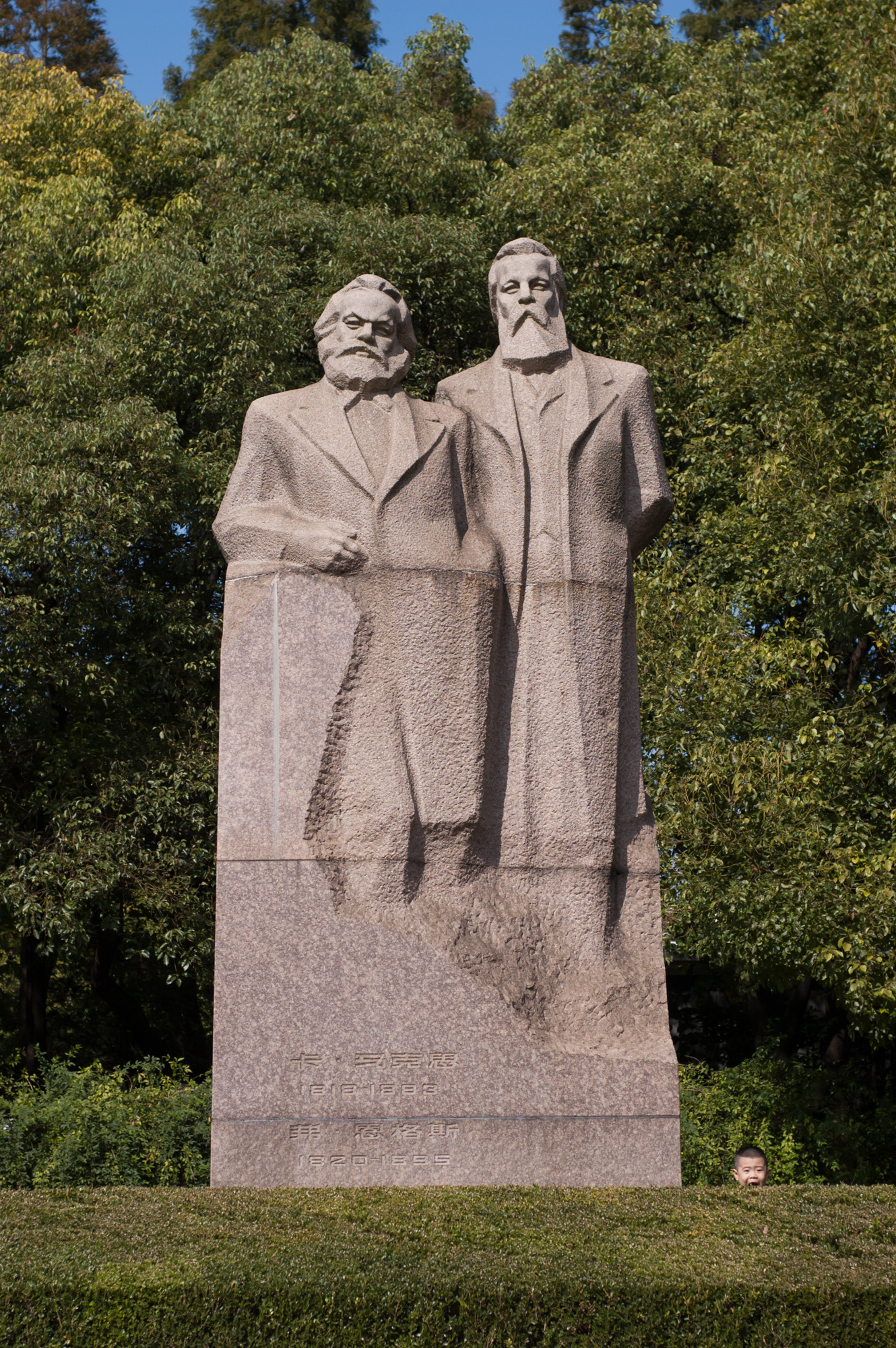
Sousoší Marxe a Engelse ve veřejném parku v Šanghaji v Číně

Jeho velkým znalcem byl především Raymond Aron, autor knihy Marxův marxismus, který autora Kapitálu respektoval, zato však tvrdě kritizoval soudobý, zejména francouzský marxismus (Althusser, Sartre), který podle něho rezignoval na kritické myšlení a stal se, podobně jako další ideologie, spíše politickým náboženstvím; proto v parafrázi Marxe mluví o „opiu intelektuálů“. Podle Raymonda Arona: „Marxistická eschatologie připisuje proletariátu úlohu kolektivního spasitele.“ Komunismus byl podle něj prvním náboženstvím intelektuálů, které mělo úspěch. Marx naplnil N. Machiavelliho touhu po náboženství organizující stát.
Rozsáhlý kritický rozbor jeho nauky podává také Leszek Kołakowski v práci Hlavní směry marxismu nebo T. G. Masaryk ve svém díle Otázka sociální. Marxismus je dle Leszka Kołakowskeho šiřitelem slepé důvěry ke vznešenému světu všeobecného uspokojení, který čeká na lidstvo hned za rohem. Téměř všechna proroctví, jak Marxova, tak pozdějších marxistů se ukázala být proroctví falešnými, což však nikterak nenarušuje stav duchovní sebejistoty, v jakém žijí vyznavači marxismu, stejně jako v případech všech očekávání známých z chiliastických náboženských hnutí. Dle Kołakowskeho Marx také nepředvídal, že po zestátnění výrobních prostředků lze vykořisťování a ekonomickou nadvládu nad pracujícími znásobit. Kołakowski také upozorňoval na nesoudržnost marxismu, který byl plný dvojsmyslů a neúplných formulací, či nevysvětlitelných narážek. Dle něj proto ti, kteří kritizovali V. I. Lenina za to, že se zpronevěřuje Marxovým důležitým myšlenkám (například dle nich Marxova diktatura neznamená despotickou a nezákonnou vládu), neodhalovali Leninovo zpronevěření se Marxovi, ale nedůslednost Marxe samotného.
Německo-americký psycholog Erich Fromm vydal dvě knihy, kde se zabývá interpretací Marxe. V Obrazu člověka u Marxe (viz sekci Literatura) jde hlavně o sociálně humanistickou interpretaci postavenou na Ekonomicko-filozofických rukopisech, jejichž podstatná část je obsahem tohoto díla. Ve druhém titulu Beyond the Chains of Illusion se Fromm vyrovnává se svým vztahem k Freudovu a Marxovu učení. Fromm jako jeden z mála kritiků poukázal na to, že Marx vždy hledal „dynamiku“ společenských dějů, tzn. jejich hybné síly. Tím odpovídá na námitky proti možnému fatalismu a neměnnosti jím objevených a zkoumaných pravidel pro společenské pohyby.
Dle kritiky Nikolaje Berďajeva v marxismu kolektiv, kterému je projevována úcta, zaujímá místo určené bohu a člověku. Proletariát je pro Marxe novým Izraelem, spasitelem a budovatelem nového království na zemi. Marxův proletářský komunismus je odchylkou od starohebrejského chiliasmu. Vyvolený národ se proměnil ve vyvolenou třídu.
Josef Maria Bocheński byl přesvědčen, že marxismus není ve skutečnosti žádnou vědeckou teorií. A to proto, že: 1. Neopírá se o zkušenosti a fakta, ale o arbitrárně a dopředu určená dogmata; 2. Není logicky uspořádaným a vnitřně soudržným systémem myšlení, vyznačuje se řadou rozporů a jakýmsi svérázným intelektuálním zmatkem či nepořádkem; 3. Odmítá veškerou kritiku, odmítá podrobit se empirické verifikaci a logickému posouzení, jelikož sám sobě přiznává hodnoty pravdivosti, věčnosti a neměnnosti. Bocheński si povšiml, že komunistická filosofie se opírá o neomylné ‚klasiky‘, skládá se povětšinou z komentářů k nim, je krajně dogmatická a ohání se pravověrností. Dle něj je komunismus ve své teorii a praxi přímo neuvěřitelným zjednodušením všeho. Dle Giovanniho Sartoriho byla Marxova spasitelská mise libertariánská, nikoliv rovnostářská, Marx předložil kontra-ideál ve vztahu k rovnostářství, který byl ideálem libertarianismu v jeho krajní a millenaristické podobě.

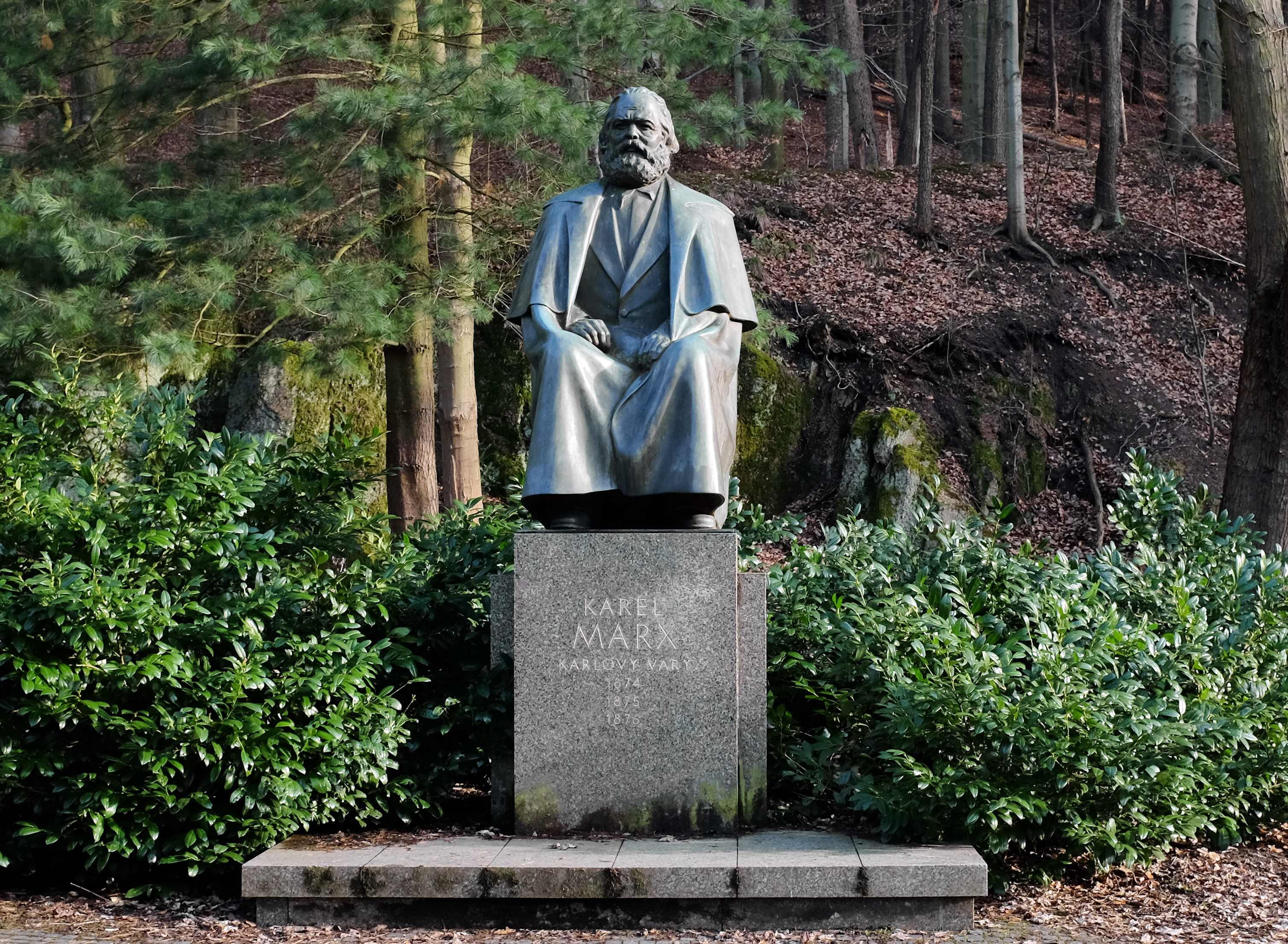
Pomník Karla Marxe v Karlových Varech v České republice

Dle Alfreda G. Meyera se mladý Marx otevřeně přikláněl k anarchismu a naprosto odmítal stát, který považoval za nereformovatelnou represivní strukturu jsoucí pouhým prostředkem třídního panství. Marx dle Meyera překvapivě převzal některé své názory od krajně konzervativních tradicionalistů Louise Gabriela Ambroisea de Bonalda a Josepha de Maistreho. Stejně jako oni zuřivě kritizoval liberalismus. Program revolučního socialismu vyvozoval z naprostého odmítnutí liberalismu, obdobně jako tito. Tito však z takového odmítnutí vyvodili program konzervativní a tradicionalistický. Marx byl dle Meyera silně ovlivněn Henri de Saint-Simonem. Marx podlehl pokušení utopie tím, že nekriticky věřil v pokrok a především představil vizi komunistické Arkádie, která čeká lidstvo po porážce kapitalismu. Marxismus je v tomto ohledu amalgamem spojujícím utopismus s prométheismem v jeden celek. Marxistickou filozofii dějin Meyer kritizoval proto, že zde máme paradox: člověk tvoří dějiny, ale není jejich pánem. Jinými slovy řečeno, dějiny jsou výsledkem lidské činnosti a současně lidé jsou výtvorem dějin. Dle Meyera je marxismus mnohovrstevný a zároveň vnitřně značně nesoudržný. Proto také není leninismus do očí bijícím popřením marxismu, jak si myslí rozhodující většina badatelů, nýbrž jednou z jeho obměn. Meyer vždy zdůrazňoval, že marxismus, bezmezně přesvědčený o svých morálních pravdách, je příkladem takového typu světského humanismu, který ospravedlňuje násilí a dopouštění se nelidských či přímo bestiálních činů, to vše ve jménu vyšší pravdy, a tím otevírá dveře dokořán totalitarismu.

### Pomníky

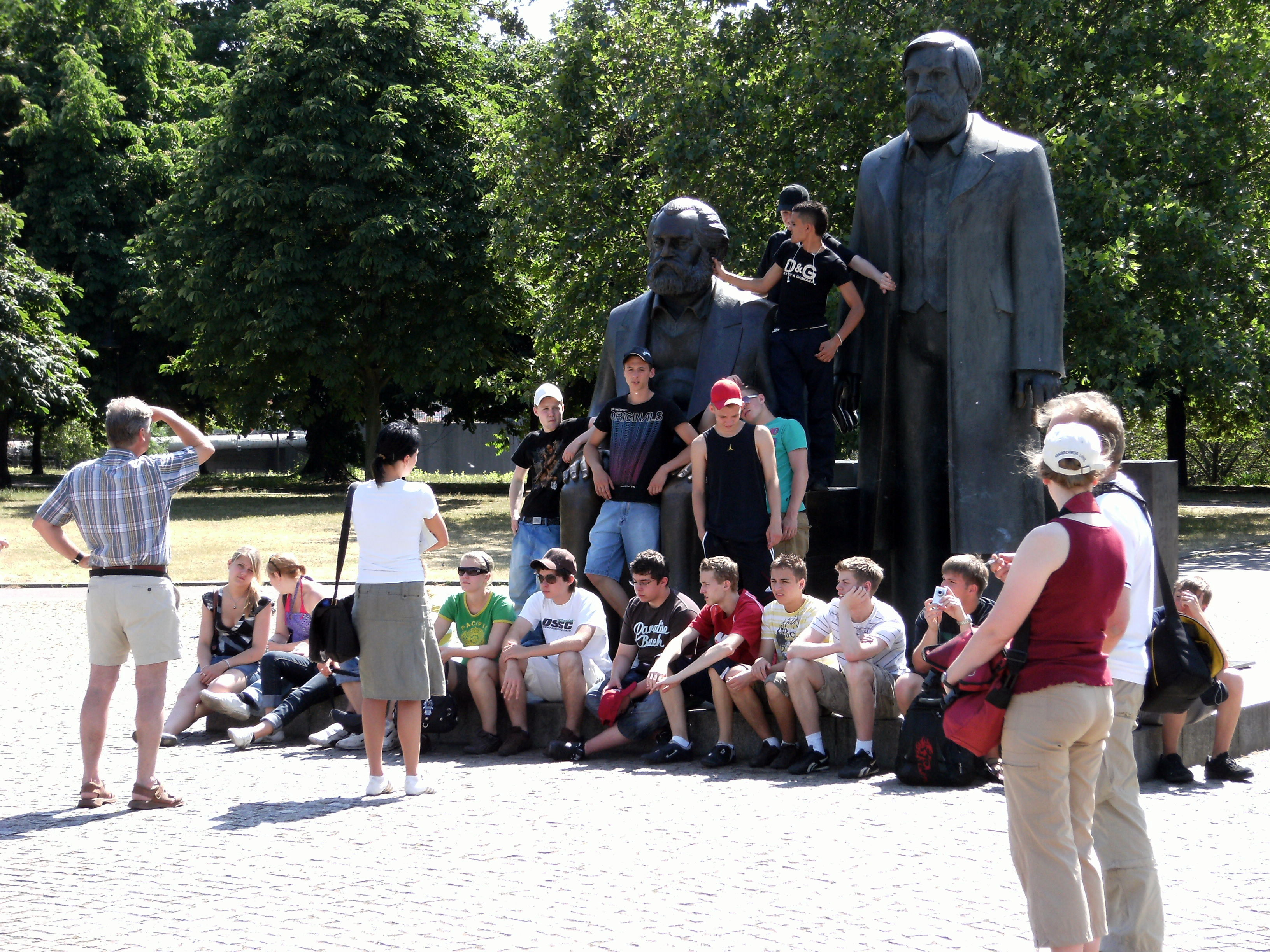
Veřejný park Marx-Engel-Forum v Berlíně v Německu

Zejména po ustavení komunistických vlád v některých zemích světa a v menší míře i v dalších zemích byly Marxovi budovány pomníky a vzdávány nejrůznější pocty. Byly po něm pojmenovány ulice, prostranství, školy a další instituce. Nejvíce se to projevilo v NDR: jedno z největších měst v zemi, Chemnitz, neslo v letech 1953–1990 název Karl-Marx-Stadt a byl zde vybudován mohutný Karl-Marx-Monument. Jeho jméno nesla v té době také proslulá univerzita v nedalekém Lipsku. Východní částí Berlína dosud prochází Karl-Marx-Allee, nedaleko stojí pomník Marxe a Engelse. V ruském Povolží pak od roku 1919 stojí město Marx, které bylo hlavním městem ASSR Povolžských Němců (nedaleko se nachází též město Engels). V roce 2018 byla ku příležitosti výročí 200 let od jeho narození Marxovi odhalena socha v jeho rodném městě Trevír. Slavnostního odhalení tohoto pomníku v nadživotní velikosti se zúčastnil také Jean-Claude Juncker, předseda Evropské komise. Dle něj Marx nemůže za zločiny komunismu a měl by být chápan v kontextu své doby.

#### Sekundární literatura
Prací o Marxovi vyšlo sice v češtině mnoho, naprostá většina z nich však pochází z doby před rokem 1989; tyto publikace zpravidla představují dogmatický marxisticko-leninský pohled. Často se jedná o překlady z ruštiny; k dispozici jsou např. Leninovy komentáře nebo práce pozdějších sovětských marxistů. Teprve v poslední době se začínají objevovat publikace nezávislé na někdejší oficiální ideologii:
- G. Duménil, D. Lévy: Marxistická ekonomie kapitalismu. Všeň: Grimmus 2010. ISBN 978-80-87461-04-4
- E. Fromm: Obraz člověka u Marxe. Brno: L. Marek, 2004. ISBN 80-86263-53-3 (objevuje se zde nový český překlad velké části Ekonomicko-filosofických rukopisů)
- M. Hauser: Prolegomena k filosofii současnosti. Praha: Filosofia, 2007. ISBN 978-80-7007-270-7
- D. Pals: "Náboženství jako odcizení: Karl Marx", in Osm teorií náboženství. Praha: ExOriente, 2015; s. 161–199. ISBN 978-80-905211-2-4 (rozbor Marxova pojetí náboženství)
- M. Valach: Marxova filosofie dějin. Brno: L. Marek, 2005. ISBN 80-86263-65-7
- F. Wheen: Marx. Praha: BB art, 2002. ISBN 80-7257-930-4
- F. Wheen: Marxův Kapitál. Praha: Pavel Dobrovský – Beta, 2007. ISBN 978-80-7306-315-3